# Giuseppe Gibilisco
Giuseppe Gibilisco (n. 5 ianuarie 1979, Siracusa, Italia) este un atlet ce a reprezentat Italia, medaliat olimpic. A participat la 3 ediții ale Jocurilor Olimpice (2000, 2004, 2008) în care a câștigat o medalie de bronz în proba de săritura cu prăjina. În anul 2003 a devenit campion mondial.

## Palmares
| An   | Competiție                      | Locație                    | Loc | Note   |
| ---- | ------------------------------- | -------------------------- | --- | ------ |
| 1997 | Campionatul European de Juniori | Ljubljana, Slovenia        | –   | FR     |
| 1998 | Campionatul Mondial de Juniori  | Annecy, Franța             | 3   | 5,20 m |
| 1999 | Campionatul European de Tineret | Göteborg, Suedia           | 9   | 5,30 m |
| 2000 | Campionatul European în sală    | Gent, Belgia               | 10  | 5,40 m |
| 2000 | Cupa Europei                    | Gateshead, Marea Britanie  | 4   | 5,70 m |
| 2000 | Jocurile Olimpice               | Sydney, Australia          | 10  | 5,50 m |
| 2001 | Campionatul European de Tineret | Amsterdam, Țările de Jos   | 3   | 5,50 m |
| 2001 | Campionatul Mondial             | Edmonton, Canada           | –   | FR     |
| 2002 | Campionatul European în sală    | Viena, Austria             | 18  | 5,40 m |
| 2002 | Cupa Europei                    | Annecy, Franța             | 2   | 5,65 m |
| 2002 | Campionatul European            | München, Germania          | 10  | 5,60 m |
| 2003 | Campionatul Mondial în sală     | Birmingham, Marea Britanie | 8   | 5,40 m |
| 2003 | Cupa Europei                    | Florența, Italia           | 2   | 5,70 m |
| 2003 | Campionatul Mondial             | Paris, Franța              | 1   | 5,90 m |
| 2004 | Campionatul Mondial în sală     | Budapesta, Ungaria         | 6   | 5,60 m |
| 2004 | Jocurile Olimpice               | Atena, Grecia              | 3   | 5,85 m |
| 2005 | Cupa Europei                    | Florența, Italia           | 1   | 5,80 m |
| 2005 | Campionatul Mondial             | Helsinki, Finlanda         | 5   | 5,50 m |
| 2006 | Campionatul Mondial în sală     | Moscova, Rusia             | –   | FR     |
| 2006 | Cupa Europei                    | Málaga, Spania             | 2   | 5,65 m |
| 2006 | Campionatul European            | Göteborg, Suedia           | 7   | 5,50 m |
| 2008 | Jocurile Olimpice               | Beijing, China             | 11  | FR     |
| 2009 | Campionatul European în sală    | Torino, Italia             | –   | FR     |
| 2009 | Campionatul Mondial             | Berlin, Germania           | 7   | 5,65 m |
| 2010 | Campionatul Mondial în sală     | Doha, Qatar                | 10  | 5,45 m |
| 2010 | Campionatul European pe Echipe  | Bergen, Norvegia           | 3   | 5,60 m |
| 2010 | Campionatul European            | Barcelona, Spania          | 4   | 5,75 m |
| 2011 | Campionatul European în sală    | Paris, Franța              | –   | FR     |
| 2011 | Campionatul European pe Echipe  | Stockholm, Suedia          | –   | FR     |
| 2013 | Campionatul European pe Echipe  | Gateshead, Marea Britanie  | 2   | 5,60 m |
| 2013 | Campionatul Mondial             | Moscova, Rusia             | –   | FR     |
| 2014 | Campionatul European pe Echipe  | Braunschweig, Germania     | 8   | 5,22 m |
| 2014 | Campionatul European            | Zürich, Elveția            | –   | FR     |

## Legături externe
- Materiale media legate de Giuseppe Gibilisco la Wikimedia Commons
- en Giuseppe Gibilisco la World Athletics
- en Giuseppe Gibilisco la Olympedia.org